# Usine Tesla de Fremont
Ne doit pas être confondu avec Gigafactory 1.
L'usine Tesla (en anglais : Tesla Factory) située à Fremont en Californie, est la principale usine d'assemblage des automobiles Tesla depuis 2010.
Il s'agit d'un des plus grands bâtiments du monde en termes de prise au sol.
L'usine est anciennement connue comme la New United Motor Manufacturing, Inc. (en), une coentreprise entre General Motors et Toyota.
L'usine assemble actuellement des Tesla Model S, Tesla Model 3, Tesla Model X et Tesla Model Y.

## Histoire
L'usine nommée Fremont Assembly (en) a été ouverte en 1962 par General Motors puis fermée en 1982. En 1984, une coentreprise est créée entre General Motors et Toyota afin de rouvrir le site et assembler des véhicules sous les deux marques.
En 2009, General Motors se retire de la coentreprise. Toyota annonce la même année vouloir fermer l'usine en mars 2010. Le 1er avril 2010, la dernière Toyota Corolla E140 sort des chaînes de production.
En mai 2010, Tesla Motors rachète l'usine afin d'y assembler la Model S. L'usine est renommée Tesla Factory.

## Production
Les premières Model S sont sorties des chaînes de montage en 2012.